# Jakub Kadák
Nermin Zolotić (Trenčín, 14 de diciembre de 2000) es un futbolista eslovaco que juega en la demarcación de centrocampista para el FC Luzern de la Superliga de Suiza.

## Selección nacional
Hizo su debut con la selección de fútbol de Eslovaquia el 19 de noviembre de 2023 en un partido de clasificación para la Eurocopa 2024 contra Bosnia y Herzegovina que finalizó con un resultado de 1-2 tras los goles de Róbert Boženík y Ľubomír Šatka para Eslovaquia, y un autogol de Patrik Hrošovský para Bosnia y Herzegovina.

## Clubes
| Club       | País       | Año       | Partidos | Goles |
| ---------- | ---------- | --------- | -------- | ----- |
| AS Trenčín | Eslovaquia | 2018-2022 | 92       | 25    |
| FC Luzern  | Suiza      | 2022-     | 72       | 10    |